# Revolver (rivista)
Revolver è una rivista bimestrale statunitense riguardante la musica heavy metal e hard rock; i contenuti riguardano sia gruppi storici che emergenti. Il primo numero è uscito nella primavera del 2000.
Tra le altre cose, la rivista pubblica articoli su nuove uscite musicali, tour, recensioni di dischi, classifiche e una rubrica di Vinnie Paul dei Pantera.
La rivista si concentra anche sulla scena underground, riferendosi a nuovi gruppi di tutto il mondo che non sono su canali musicali mainstream come MTV. Dal 2009, la rivista assegna un suo premio musicale, il "Revolver Golden Gods Awards", per importanza paragonabile con i Kerrang! Awards e i Metal Hammer Awards. Il 28 maggio 2011 Chris Jericho è stato il presentatore della cerimonia di premiazione.
La rivista è stata in passato di proprietà di Harris Publications, Future US e NewBay Media ma Project M Group LLC l'ha comprata nel 2017. Negli Stati Uniti, la rivista ha una tiratura di 150 000 copie.